# Penfigoide
Penfigoide é um grupo de doenças auto-imunes raras caracterizadas por bolhas. Como o seu nome indica, é semelhante, no aspecto geral ao pênfigo, mas, ao contrário do pênfigo, o penfigoide não causa perda da conexões entre as células da pele, apenas com a membrana basal.
Penfigoide é mais comum e menos perigosa do que o pênfigo. Também é ligeiramente mais comum em mulheres do que em homens e em pessoas com mais de 60 anos de idade.

## Classificação

### Anticorpos IgG
As formas de buloso são considerados tecido conjuntivo auto-imunes e doenças da pele. Existem vários tipos:
- Penfigóide gestacional: Era chamada de "herpes gestacional", por causar vesículas similares ao do herpes simples, mas não tem nenhuma relação com os herpes vírus. normalmente aparece no segundo ou terceiro trimestre, e/ou imediatamente após o parto.[3]
- Penfigoide bolhoso: Causam bolhas duras e inflamação persistentes e pruriginosas (coçam) principalmente em braços e pernas. Raramente afetam a boca.
- Penfigoide mucoso membranoso, também conhecido como penfigoide cicatricial: Afeta as mucosas das paredes do tubo digestivo).

Penfigoides bolhosos e cicatriciais geralmente afetam pessoas com mais de 60 anos de idade.

### Anticorpos IgA
Penfigoide é geralmente considerado como sendo mediado por IgG, mas formas mediadas por IgA também foram descritas.
Muitas vezes é mais difícil de tratar, geralmente necessitando de medicamentos imunosupressores como o rituximab.